# Кучевський Альфред Йосипович
Альфред Йосипович Кучевський (рос. Альфред Иосифович Кучевский; нар. 17 травня 1931, Москва, СРСР — пом. 15 травня 2000, Москва, Росія) — радянський хокеїст, захисник.

## Клубна кар'єра
З 1949 по 1961 рік виступав за команду «Крила Рад» (Москва). Два перших сезона грав у нападі, потім був переведений до захисної лінії команди. Більшість часу грав у тандемі з Анатолієм Кострюковим. Чемпіон СРСР 1957 року. Тричі здобував срібні нагороди та п'ять разів — бронзові. Всього у чемпіонатах СРСР провів 240 матчів (37 голів). Володар кубка СРСР 1951, фіналіст — 1952, 1954. Тричі обирався до символічної збірної (1953, 1954, 1960).
За версією інтернет-видання «Sports.ru» входить до символічної збірної клубу «Крила Рад» радянської доби: Сидельников, Шаталов — Кучевський, Лебедєв — Гуришев — Бодунов.

## Виступи у збірній
У складі національної збірної здобув золоту нагороду на Олімпійських іграх 1956 у Кортіна-д'Ампеццо, а через чотири роки у Скво-Веллі — бронзову.
Чемпіон світу 1954, 1956; другий призер 1955, 1958; третій призер 1960. На чемпіонатах Європи — п'ять золотих нагород (1954–1956, 1958, 1960). На чемпіонатах світу та Олімпійських іграх провів 28 матчів (3 закинуті шайби), а всього у складі збірної СРСР — 55 матчів (7 голів). 

## Подальше життя
До 1972 року працював у тренерському штабі команди «Крила Рад», виховував молодих спортсменів. Одночасно був спортивним жірналістом та судив матчі чемпіонату СРСР з хокею. Брав активну участь в організації перших спортивних лотерей у країні. Саме Альфред Кучевський запросив на перший розіграш лотереї «Спортлото», головою тиражної комісії, Всеволода Боброва. В останні роки займався організацією дитячих хокейних турнірів. Похований на Троєкурівському цвинтарі. 

## Нагороди та досягнення
Нагороджений медаллю «За трудову доблесть» (1957) та орденом Дружби (1996). Заслужений майстер спорту СРСР (1954).
| Нагороди         | Команда     | Кіл. | Роки                         |
| ---------------- | ----------- | ---- | ---------------------------- |
| Олімпійські ігри |             |      |                              |
| Золото           | СРСР        | 1    | 1956                         |
| Бронза           | СРСР        | 1    | 1960                         |
| Чемпіонат світу  |             |      |                              |
| Золото           | СРСР        | 2    | 1954, 1956                   |
| Срібло           | СРСР        | 2    | 1955, 1958                   |
| Бронза           | СРСР        | 1    | 1960                         |
| Чемпіонат Європи |             |      |                              |
| Золото           | СРСР        | 5    | 1954, 1955, 1956, 1958, 1960 |
| Чемпіонат СРСР   |             |      |                              |
| Золото           | «Крила Рад» | 1    | 1957                         |
| Срібло           | «Крила Рад» | 3    | 1955, 1956, 1958             |
| Бронза           | «Крила Рад» | 5    | 1950, 1951, 1954, 1959, 1960 |
| Кубок СРСР       |             |      |                              |
| Володар          | «Крила Рад» | 1    | 1951                         |
| Фіналіст         | «Крила Рад» | 2    | 1952, 1954                   |